# Irene Comnena Láscarina Branaina
Irene Comnena Láscarina Branaina (en griego: Ειρήνη Κομνηνή Λασκαρίνα Βρανᾶίνα; fallecida alrededor de 1271) fue una noble bizantina y la esposa del sebastocrátor Constantino Paleólogo, el medio hermano del emperador bizantino Miguel VIII Paleólogo.  Después que su esposo se retiró a un monasterio, ella parece haber seguido el mismo camino y tomó el nombre monástico de María donde probablemente murió.

## Matrimonio y descendencia
Irene era nieta del general bizantino Teodoro Branas e Inés de Francia, aunque la genealogía de la familia Branas está poco documentada.
Con su esposo Constantino tuvo cinco hijos.
- Miguel Comneno Branas Paleólogo[4]
- Andrónico Branas Ducas Ángelo Paleólogo[5]
- María Comnena Branaina Láscarina Ducas Tornicina Paleóloga.[6] Casada con Isaac Comneno Ducas Tornicio.[7]
- Teodora. Se casó con Juan Comneno Ducas Ángelo Sinodio y tuvo tres hijos. Después se hizo monja bajo el nombre de Teódula.
- Smiltsena. Se casó con Smilets de Bulgaria.[8]